# باتسه
باتسه (به صربی: Bace) یک روستا در صربستان است که در پروکوپلیه واقع شده‌است. باتسه ۲۸۴ نفر جمعیت دارد.